# Lawrence Gonzi
Lawrence Gonzi (Pietà, 1º luglio 1954) è un politico maltese Primo ministro di Malta per il Partito Nazionalista dal 23 marzo 2004 all'11 marzo 2013.
Gonzi è stato inoltre presidente del Parlamento dal 1988 al 1996 e Ministro delle politiche sociali dal 1998 al 2004, nonché Vice Primo Ministro dal 1999 al 2004. Ha servito praticamente in tutte le posizioni in Parlamento, essendo anche leader della Camera, parlamentare semplice e leader dell'opposizione.
In sostituzione del Primo Ministro di Eddie Fenech Adami, Lawrence Gonzi ha guidato Malta nei delicati primi anni di adesione all'UE . Ha pilotato cruciali riforme economiche e politiche, inclusa l'adozione dell'euro da parte di Malta e l'ingresso nell'accordo di Schengen . La sua decisione di privatizzare i cantieri navali di Malta e la riforma delle pensioni si sono rivelate impopolari. A seguito di una risicata vittoria elettorale nel 2008, la percezione dell'arroganza nel suo gabinetto, fomentata dall'opposizione del Partito laburista e dai parlamentari ribelli, ha danneggiato il suo secondo mandato. Il suo governo perse la fiducia del Parlamento nel dicembre 2012. Il partito nazionalista fu sconfitto alle successive elezioni generali, portando alle dimissioni di Gonzi e al suo ritiro dalla politica.
Gonzi sottolineò la necessità di garantire lo sviluppo sostenibile e la gestione ambientale nelle isole, concentrandosi anche sul rafforzamento dei settori dell'istruzione e della sanità. Nella diplomazia internazionale, Gonzi è stato lodato per il suo ruolo nella Rivoluzione libica, interrompendo la lunga relazione di Malta con il regime di Gheddafi e schierandosi con i ribelli. Inoltre, la sua risposta umanitaria alle pressioni migratorie intorno a Malta ha portato al primo patto volontario europeo sulla condivisione degli oneri migratori.

## Biografia
Lawrence Gonzi è nato il 1º luglio 1953 alla Valletta,  figlio di Luigi Gonzi (1921 - 2010) e Ines Galea. È nipote di Mikiel Gonzi, arcivescovo di Malta dal 1944 al 1976. Suo fratello minore, Michael Gonzi, è un deputato nazionalista. Gonzi ha trascorso gli anni della sua infanzia nella sezione giovanile dell'Azione Cattolica locale, il Circolo Gioventù Cattolica.
Gonzi ha studiato al Seminario Arcivescovile di Floriana e all'Università di Malta, laureandosi in legge nel 1975. Dopo aver esercitato la professione legale in uno studio privato, ha lavorato come avvocato aziendale presso la Mizzi Organisation, prestando servizio come presidente del gruppo tra il 1989 e il 1997.
Gonzi è stato molto attivo nel settore del volontariato, in particolare nelle aree relative alla disabilità e alle questioni di salute mentale. Il suo forte impegno per la sua fede cattolica lo ha portato a unirsi al Movimento di azione cattolica di Malta, di cui è stato presidente generale tra il 1976 e il 1986. È stato anche il primo presidente del Kummissjoni Nazzjonali Persuni b'Diżabilità (KNPD), una commissione nazionale per le persone con disabilità.
È sposato con Catherine Callus ("Kate Gonzi"). La coppia ha tre figli (David, Mikela e Paul) e cinque nipoti e vive a Marsaskala.

### Presidente del Parlamento

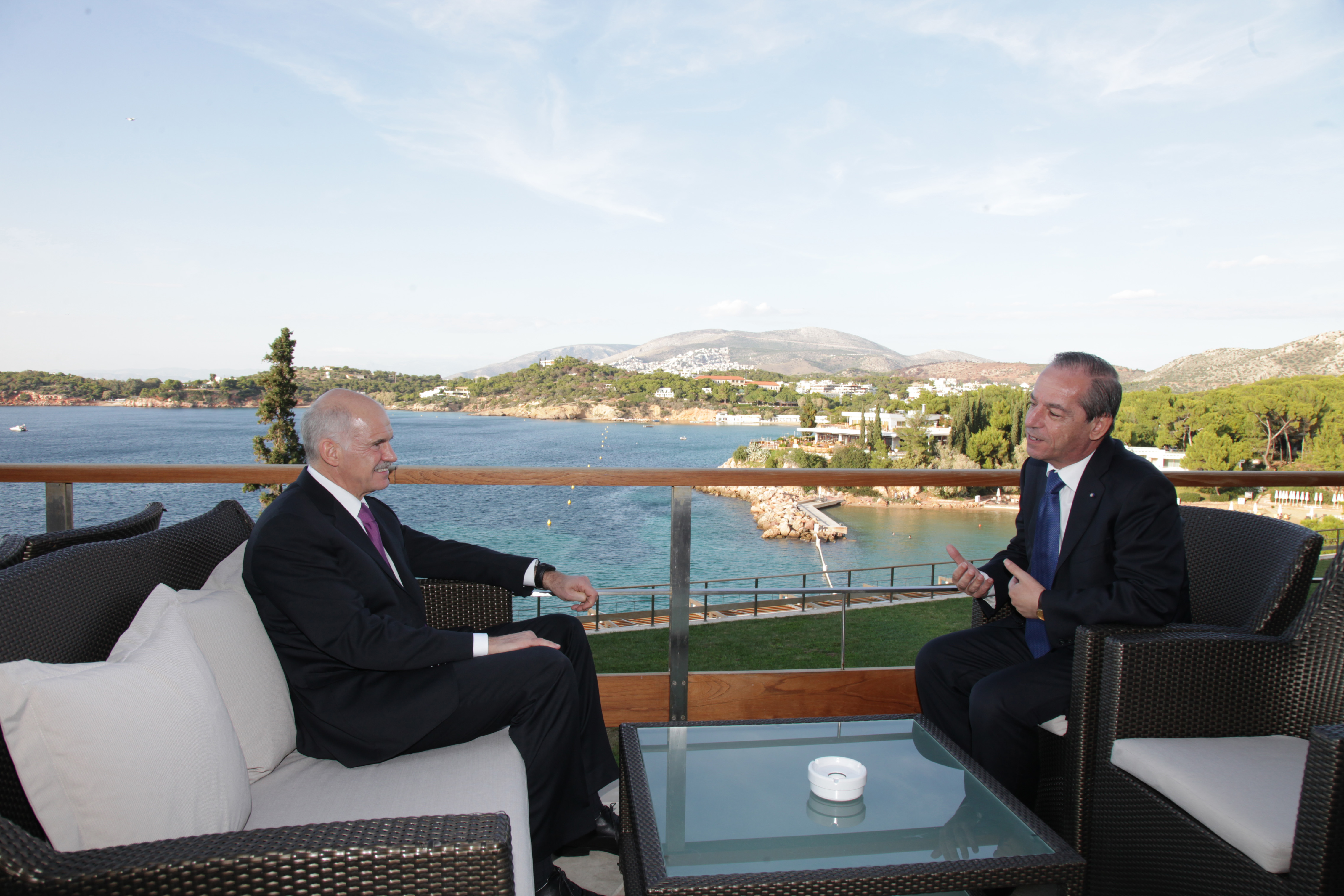
Lawrence Gonzi con il primo ministro greco, George Papandreou.

Le turbolenze politiche e religiose a Malta negli anni '80 lo hanno spinto a impegnarsi nella politica locale. Dopo aver contestato senza successo le elezioni generali del 1987 con il Partito nazionalista, Gonzi è stato nominato presidente della Camera dei rappresentanti il 10 ottobre 1988, riconfermato unanimemente da maggioranza e opposizione il 4 aprile 1992.
Durante il suo mandato, Gonzi ha riformato le procedure parlamentari, incluse le commissioni permanenti e la tempistica dei dibattiti.

### Membro del Parlamento
Gonzi ha contestato le elezioni generali dell'ottobre 1996 ed è stato eletto in Parlamento il 29 ottobre 1996. Nel novembre 1996, è stato nominato Whip dell'opposizione, segretario del gruppo parlamentare e ministro-ombra delle Politiche sociali. L'anno seguente fu eletto segretario generale del Partito nazionalista. Dopo che il Partito nazionalista vinse le elezioni del 1998, Gonzi fu nominato Ministro delle Politiche Sociali e capogruppo parlamentare l'8 settembre 1998.  È stato anche Vice Primo Ministro dal maggio 1999 al marzo 2004.
Come ministro delle politiche sociali, Gonzi è stato il motore di molte riforme sociali ed economiche, tra cui due pietre miliari che hanno rivoluzionato il dialogo sociale e le relazioni industriali a Malta. Con un'economia che veniva riformata e aperta in vista dell'adesione di Malta all'Unione europea, divenne urgente la necessità di rivedere la legislazione sulle relazioni industriali. Gonzi ha redatto un nuovo atto del parlamento, l'Employment and Industrial Relations Act (2002). Ha anche contribuito a creare il quadro per il Consiglio per lo sviluppo economico e sociale di Malta, consentendo alle parti sociali di formulare raccomandazioni su questioni sociali ed economiche.  Queste riforme dell'impiego e delle relazioni industriali sono state applicate alla ristrutturazione dei cantieri navali di Malta e all'introduzione di una rigorosa politica di tolleranza zero per le frodi a beneficio.
Gonzi è stato rieletto alle elezioni del 2003 e nominato Vice Primo Ministro e Ministro delle Politiche sociali il 15 aprile 2003.

### Primo ministro

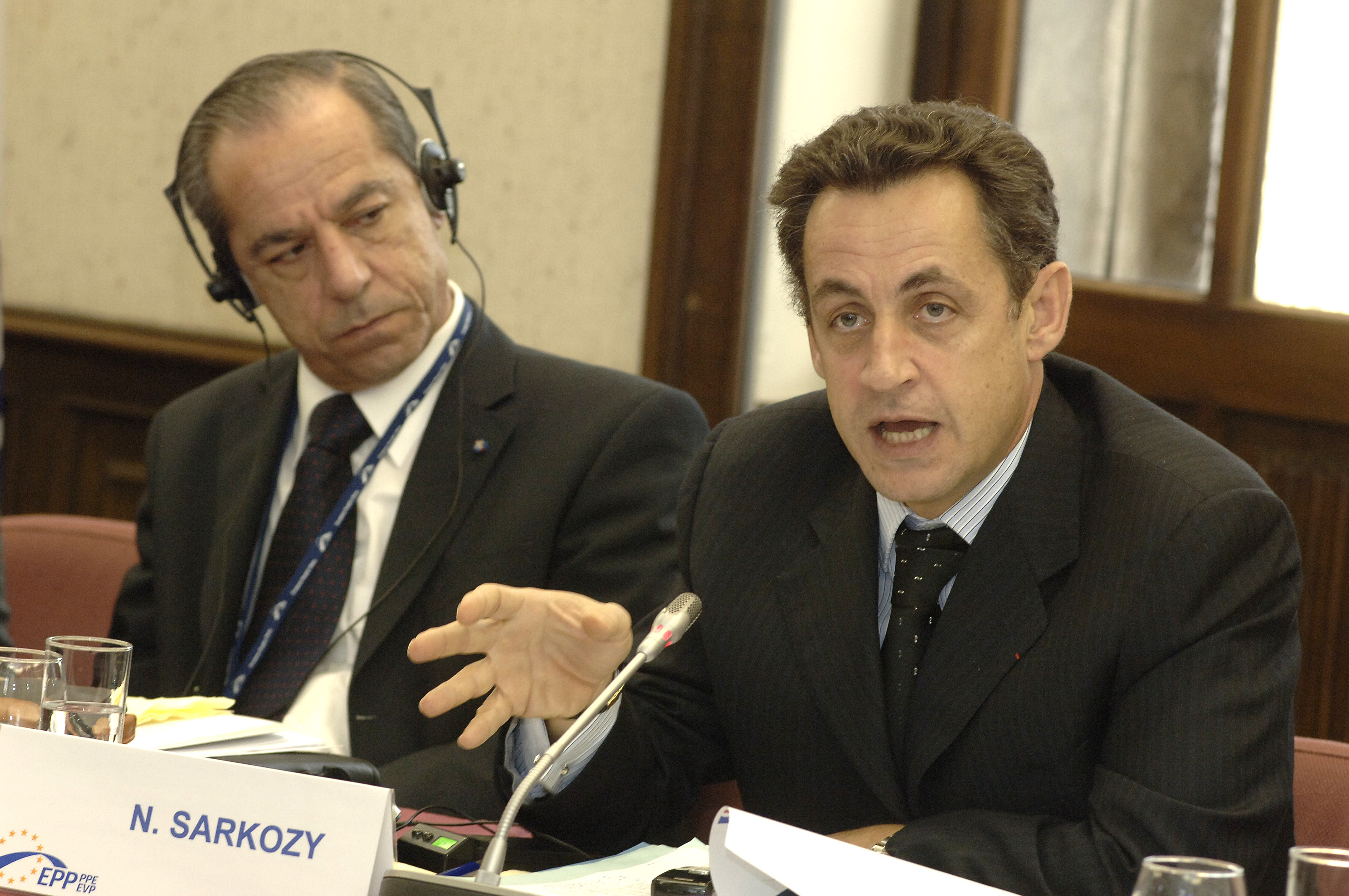
Lawrence Gonzi con Nicolas Sarkozy, al vertice del PPE nel dicembre 2006.

A seguito delle dimissioni di Eddie Fenech Adami, Gonzi si è candidato a capo del partito, contro John Dalli e Louis Galea. Al primo turno del 28 febbraio 2004 ha ottenuto 508 voti (59,3%), e 808 voti (94,1%) al ballottaggio il 3 marzo.
Lawrence Gonzi è stato nominato Primo Ministro e Ministro delle finanze il 23 marzo 2004.  Malta ha aderito all'Unione europea il 1º maggio 2004 e, in qualità di Primo Ministro, Gonzi ha partecipato alla cerimonia ufficiale dell'allargamento dell'UE che si è svolta a Dublino, in Irlanda, dove la bandiera maltese è stata issata per la prima volta insieme a quelle degli altri Stati membri.
Gonzi, sotto la sua responsabilità per il portafoglio finanziario, ha gestito con successo il processo per raggiungere i criteri di convergenza di Maastricht, permettendo a Malta di aderire all'Eurozona il 1º gennaio 2008. Ha anche intrapreso un tentativo di migliorare la gestione delle finanze pubbliche, concentrandosi fortemente sul miglioramento della competitività di Malta nel mercato internazionale e accelerando il processo di ristrutturazione del settore pubblico. Gonzi ha sottolineato l'importanza di attrarre settori economici ad alto valore aggiunto, in particolare tecnologia dell'informazione, biotecnologia e prodotti farmaceutici.
La prima priorità del governo di Gonzi era di far avanzare il paese, riformando diversi settori dell'economia come la ristrutturazione di Air Malta, i cantieri navali di Malta, la linea di navigazione del Canale di Gozo, i trasporti pubblici e altri. Questi sono diventati una priorità dopo l'adesione di Malta all'UE, le riforme economiche sono diventate cruciali per lo sviluppo del paese. Anche se impopolare, Gonzi ha anche spinto per una riforma del sistema pensionistico, per garantire la sua sostenibilità futura. Nonostante i costi per il suo partito e la popolarità personale, Lawrence Gonzi ha continuato a portare avanti queste riforme, cercando di garantire a Malta il massimo vantaggio dei finanziamenti dell'UE disponibili per i nuovi Stati membri.

### Crisi finanziaria e rielezione del 2008

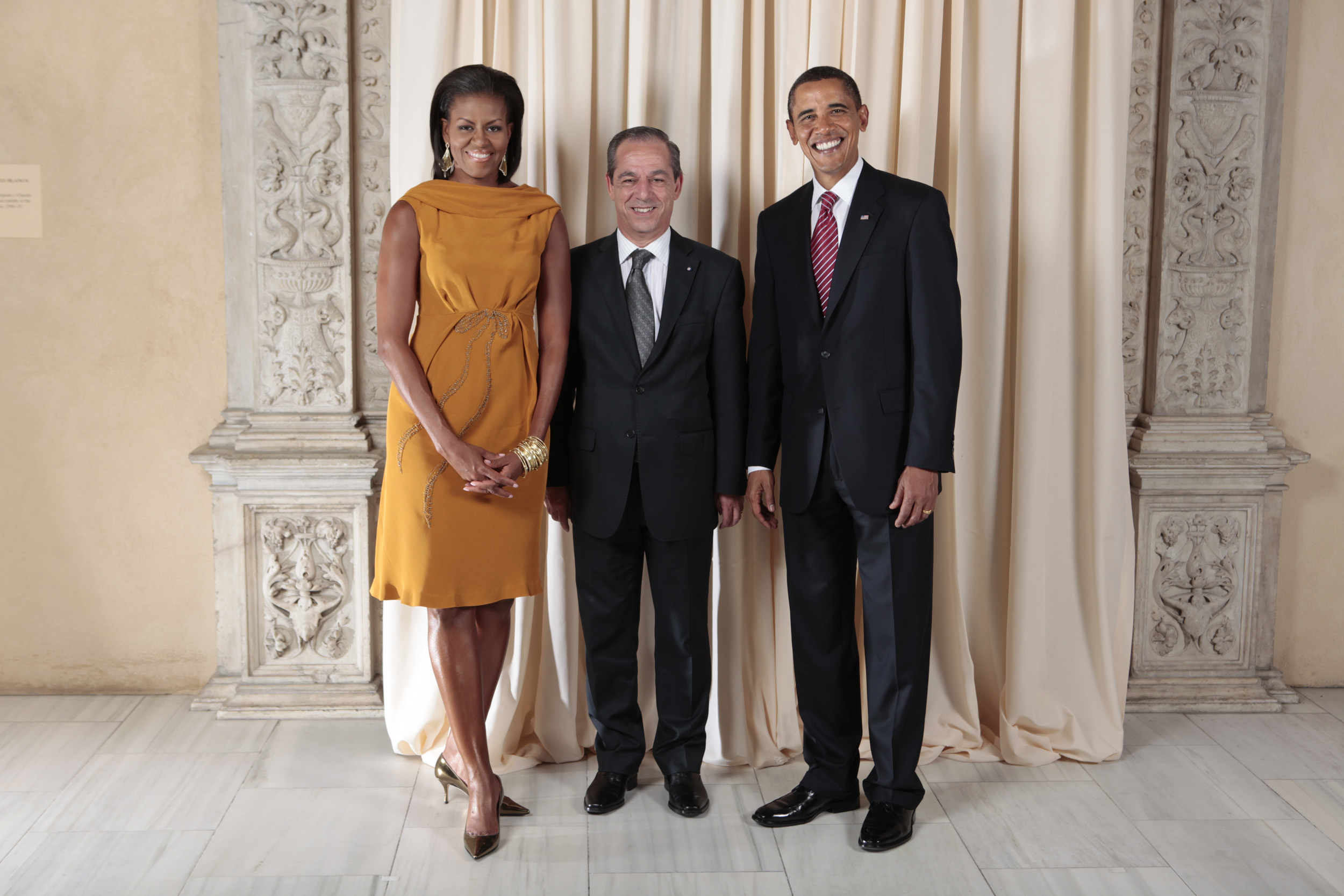
Lawrence Gonzi in posa con il presidente americano Barack Obama e la First Lady Michelle Obama durante un ricevimento al Metropolitan Museum di New York City.

Gonzi è stato rieletto Primo Ministro l'8 marzo 2008, in un'elezione profondamente contestata; è stato il primo Primo Ministro nell'area dell'euro ad essere rieletto dopo aver introdotto l'euro. Il Partito nazionalista ha vinto queste elezioni con una maggioranza di meno di 1.200 voti, il che si è tradotto in una maggioranza di un solo seggio.
Nel suo primo messaggio alla nazione all'inizio di questa legislatura, Gonzi ha affermato che il lavoro del suo governo si sarebbe basato sullo sviluppo sostenibile, mettendo l'ambiente alla pari con l'istruzione e l'economia. Ha rinunciato alla carica di Ministro delle finanze a favore di Tonio Fenech, ma ha assunto la responsabilità dell'Autorità per l'ambiente e la pianificazione di Malta (MEPA), in vista della sua riforma.
Il secondo governo Gonzi ha affrontato le ripercussioni della crisi finanziaria del 2007-2008 . Il suo gabinetto ha avviato vari progetti edilizi, come SmartCity Malta e la nuova City Galte di Renzo Piano a La Valletta. Il governo di Gonzi ha fornito aiuti finanziari e sostegno alle industrie locali, consentendo agli investimenti di continuare senza ostacoli e mantenendo bassa la disoccupazione nel paese. Sono state inoltre fornite garanzie alle società del settore pubblico. Nella sua risposta alla crisi, l'attenzione macroeconomica di Gonzi si basava sulla creazione di opportunità di lavoro.
Durante la sua amministrazione come primo ministro, la ristrutturazione dell'economia maltese è stata accelerata; Malta è diventata un luogo attraente per gli investimenti esteri diretti in servizi finanziari, tecnologia dell'informazione, hub marittimi e aerei e cluster produttivi ad alto valore aggiunto.

### Politica sulla Libia

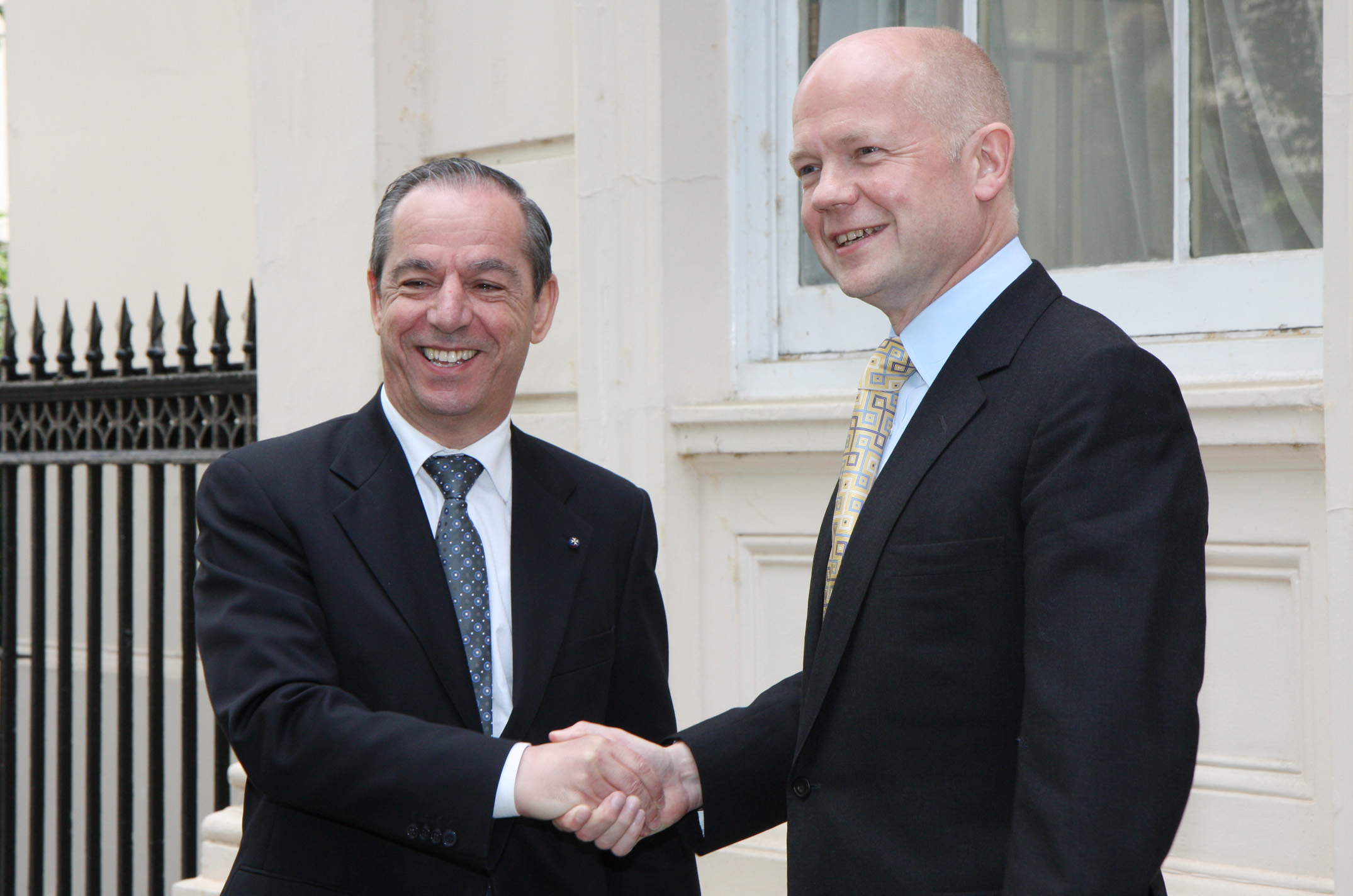
Lawrence Gonzi incontra il ministro degli Esteri del Regno Unito, William Hague, a Londra il 10 maggio 2011.

La crisi libica è stata una grande sfida di politica estera per Lawrence Gonzi e il suo governo. Il Primo Ministro ha denunciato i crimini contro l'umanità perpetrati dal regime di Gheddafi sin dall'inizio del conflitto. Durante tutta la crisi Malta è stata il fulcro dell'evacuazione di cittadini stranieri dalla Libia. Gonzi ha fornito assistenza umanitaria e medica alla Libia, e concesso asilo a due piloti dell'aeronautica libica che hanno disertato dopo aver ricevuto l'ordine di bombardare i manifestanti a Bengasi. Lawrence Gonzi ha rifiutato di restituire i jet al regime di Gheddafi, consentendo alla NATO di atterrare a Malta per far rispettare una zona di non volo stabilita dalle Nazioni Unite, e scambiando informazioni sul conflitto libico con la NATO. Gonzi offrì anche un prezioso supporto ad altre nazioni europee, negoziando il rilascio di due piloti olandesi tenuti prigionieri dalle forze di Gheddafi.
Lawrence Gonzi ha anche chiarito, nel marzo 2011, che l'uscita di Gheddafi dalla Libia era "inevitabile", un messaggio che ha ribadito all'inizio di aprile. Gonzi ha detto al vice ministro degli Esteri libico in visita, Abdul-Ati al-Obeidi, che Gheddafi e la sua famiglia "se ne devono andare" e che il desiderio del popolo libico di democrazia doveva essere rispettato. Il sostegno di Malta alla rivoluzione libica è stato apprezzato dai nuovi reggenti del paese e il presidente del Consiglio nazionale di transizione, Mustafa Abdul Jalil, ha chiarito che Malta avrebbe avuto un "ruolo specifico" nella ricostruzione della Libia.

### Sconfitta alle elezioni del 2013

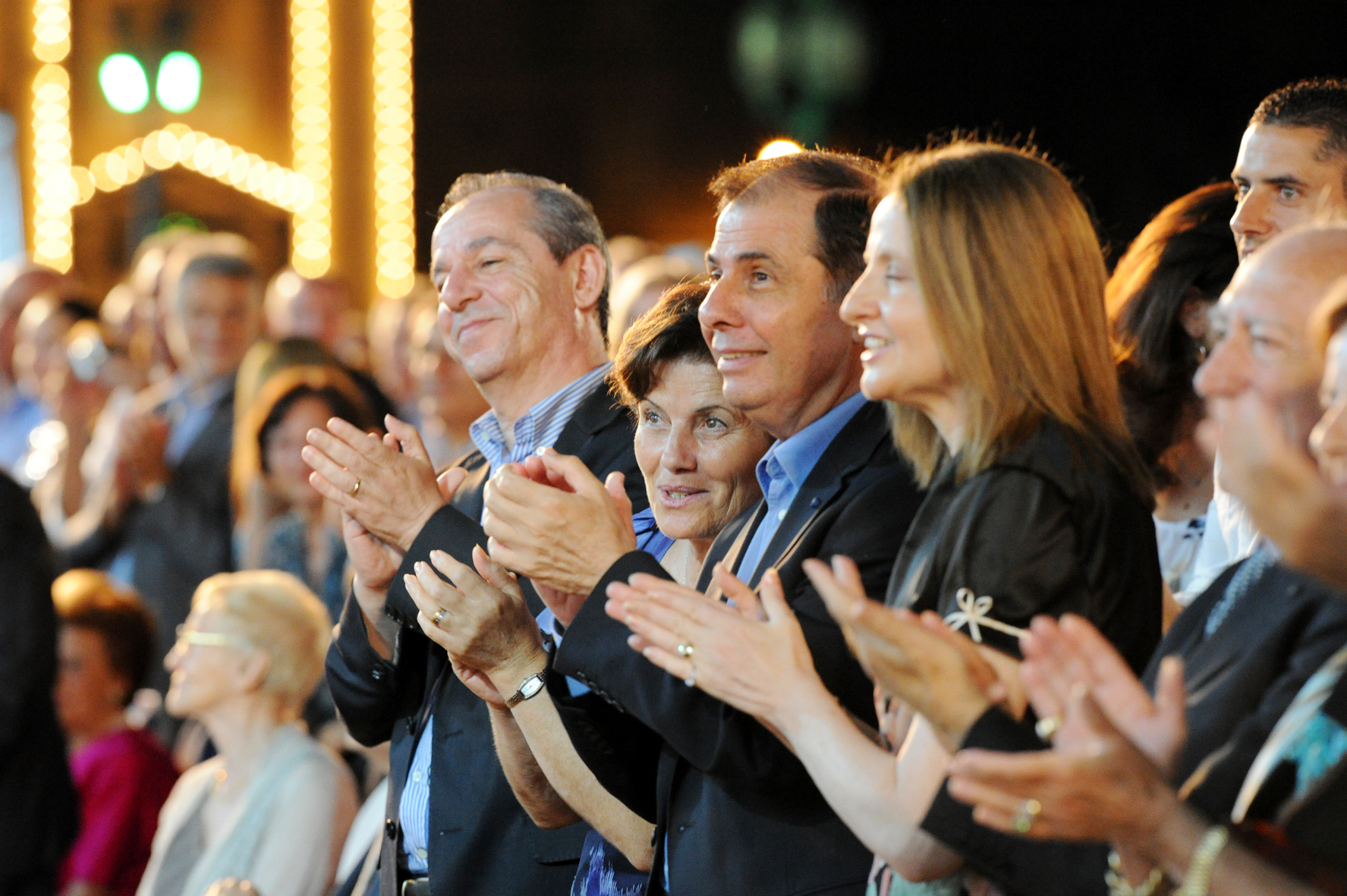
Lawrence Gonzi e il presidente di Malta George Abela, ad un concerto nel 2010.

La debole maggioranza di un seggio della seconda amministrazione di Gonzi lasciava porta aperta a divisioni interne e ribellioni. Tra questi, il sabotaggio dei piani per la costruzione di un museo sotto la concattedrale di San Giovanni a La Valletta da parte di Jeffrey Pullicino Orlando, che poi ha continuato a votare contro il governo con una mozione che chiedeva le dimissioni del rappresentante permanente di Malta presso il UE, Richard Cachia Caruana. Jesmond Mugliett, deputato nazionalista, si astenne da questa mozione citando preoccupazioni per la riattivazione della collaborazione di Partnership for Peace di Malta con la NATO, che riteneva fosse spinta da Cachia Caruana.
In un'altra crisi, Franco Debono, terzo deputato ribelle, si astenne da un voto di fiducia sul ministro dei trasporti Austin Gatt, e votò per la sfiducia al ministro degli interni, Carm Mifsud Bonnici . All'inizio del 2012, Lawrence Gonzi perse la maggioranza quando Pullicino Orlando si dichiarò deputato indipendente. L'esecutivo del Partito nazionalista condannò i tre parlamentari ribelli per i loro voti sulle mozioni contro Mifsud Bonnici e Cachia Caruana. Tuttavia, Gonzi riuscì a mantenere il suo partito al governo fino al voto di bilancio del 10 dicembre 2012, quando Franco Debono si unì all'opposizione laburista votando contro il bilancio. Le ragioni di Debono includevano la sua convinzione che il governo avesse gestito male le principali iniziative di privatizzazione, così come dozzine di ingiurie percepite alla sua persona. Tale voto fece cadere il governo nazionalista, e il parlamento fu sciolto il 7 gennaio 2013. Le elezioni svoltesi a marzo portarono a una vittoria laburista, con un ampio margine di 35.107 voti.
A mezz'ora dall'inizio del conteggio dei voti, Gonzi ammesse la sconfitta e si dimise da capo del partito, assumendosi la "responsabilità totale" per la sconfitta. Tuttavia ha insistito sul fatto che i risultati socioeconomici di Malta, un'eccezione nel panorama europeo, dipendevano dalle prestazioni del suo gabinetto nel bel mezzo di una ribellione parlamentare. I suoi detrattori criticarono la sua mancanza di determinazione nell'affrontare i tre dissidenti, Jeffrey Pullicino Orlando, Franco Debono e Jesmond Mugliett. Inoltre, la riluttanza di principio di Gonzi a votare a favore dell'introduzione del divorzio in Parlamento, approvata in occasione del referendum del 2011, si rivelò impopolare. Il suo voto di coscienza contro il divorzio, tuttavia, non gli impedì di garantire che ci fossero abbastanza voti in Parlamento per la sua approvazione definitiva.
Gonzi divenne brevemente capo dell'opposizione il 20 marzo 2013, dimettendosi da questo incarico il 13 maggio 2013. Gli successe Simon Busuttil. Lawrence Gonzi rassegnò le dimissioni dal parlamento il 17 luglio 2013, dicendo che il suo posto avrebbe dovuto essere occupato da qualcuno "che può dare all'elettorato tutta la sua energia". Da allora Gonzi si è ritirato dalla vita politica attiva. Tuttavia, ha tenuto conferenze per ospiti in diverse università e varie conferenze. I suoi ricordi delle decisioni critiche che hanno portato alla rottura di Malta con Gheddafi sono stati pubblicati come memorie nel dicembre 2013. Gonzi ha anche guidato il Commonwealth Observer Group per le elezioni presidenziali delle Maldive del 2013 .

## Onorificenze

### Onorificenze straniere
- United Kingdom: Honorary Knight Commander of The Most Excellent Order of the British Empire[49] - (2005)